# 常忠 (明朝)
常忠（1514年—1588年），号蕴空，明代曹洞宗禅僧。江西建昌（治今江西省南城县）人。世称蕴空常忠禅师。
常忠年轻时学习理学，出家前，曾讲王阳明致良知之学。弱冠时客居南京。一天游览镇江鹤林，遇见中洲僧古溪，相谈甚欢，古溪教给他佛法，常忠深有所感，于是跟他出家为僧。常忠承师命，遍参众知识。嘉靖四十三年（1564年）到嵩山参见小山宗书，没有谈通，于是辞宗书遍游四方。之后，对宗书所说有所理解，于是再回到嵩山，学习其法，正好宗书辞去少林寺的事务，住在北京宗镜庵，常忠随侍三年，得到他思想的精髓。后常忠辞别宗书，回到江西建昌府，隐居在麻姑山。游历到旴江新城廪山，喜欢当地景色八面秀拔，于是结茅而住，二十年不与其他人接触，士绅故人来访，他只是默坐。只和罗近溪、邓潜谷讨论性命之学，后来二人都被以常忠为师，传寿昌无明慧经。万历十六年（1588年）圆寂，时年七十五岁。